# Франсіско Феррера
Франсіско Феррера (29 січня 1794 — 10 квітня 1851) — президент Гондурасу.

## Кар'єра
Приєднався до сил генерала Франсіско Морасана та блискуче брав участь у боях під Тринідадом і Гуальчо. У березні 1832 року Феррера двічі стикнувся з генералом Вісенте Домінгесом, обидва рази здобувши перемогу. Завдяки своїй хоробрості на полі бою домігся просування по службі. У жовтні 1838 року Феррера очолив повстання проти федерального уряду Франсіско Морасана та бився за те, щоб Гондурас став вільною державою. 5 квітня 1839 зазнав поразки від сил Морасана в Сальвадорі. Після такої ганебної поразки він був змушений втекти до Нікарагуа.
Був тимчасовим главою держави (1833–1834) та конституційним президентом (1841–1842, 1843–1844). Помер в місті Чалатенанго в Сальвадорі.